# Hilda Jerea
Hilda Jerea (17 mars 1916 - 14 mai 1980) est une pianiste et compositrice roumaine.

## Biographie
Née à Iași, elle commence ses études au Conservatoire de musique d'Iaşi et les termine à Bucarest où elle a étudié avec Mihail Jora, Florica Musicescu et Dimitrie Cuclin. Elle poursuit ensuite ses études à Paris et à Budapest.
Elle joue du piano dans des concertos ou des ensembles de chambre à partir de 1936.
Elle a fondé et dirigé l'orchestre de chambre Musica Nova à Bucarest.
Son œuvre la plus connue est l'oratorio Under the wake up Sun (roumain : Sub soarele deşteptării) composé en 1951.
Elle a été distinguée par le Prix d'État de Roumanie et l'Ordre du travail.
Elle meurt à Bucarest en 1980.